# Radio 2 SuperMax
Radio 2 SuperMax è stata una trasmissione radiofonica di Rai Radio 2 prodotta dal 2010 al 2015. È stato un varietà radiofonico di successo, che ha totalizzato quasi 1200 puntate in diretta, riuscendo a vincere nel 2015 il premio Cuffie d'oro, gli Oscar italiani della Radio. Gli autori del programma quotidiano: Giuliano Rinaldi, Antonio Losito, Marco Terenzi, Andrea Lolli, Daniele Fabbri.
In onda dalla sala B degli studi di Via Asiago in Roma, il programma è stato condotto da Max Giusti, il quale nel corso degli anni ha visto al suo fianco varie partner femminili come Francesca Zanni, Laura Barriales e Gioia Marzocchi. In ogni puntata, all'intervista del giorno a un diverso ospite, sono intervallate le gag di Giusti e le canzoni della SuperMax Band – formata da Vittorio Iuè, Salvatore Leggieri e Matteo Esposito, con la voce di Sarah Jane Olog.
Dall'unione di Radio 2 SuperMax e Radio 2 Social Club, nel 2012 è nato il programma televisivo Super Club, condotto da Max Giusti e Luca Barbarossa su Rai 2. Sulla stessa rete, nel 2014 è nato SuperMax TV, spin-off televisivo del programma radiofonico, condotto dallo stesso cast con la regia radiofonica di Marco Lolli e quella televisiva di Cristiano Strambi.

## Personaggi imitati
- Biagio Antonacci
- Claudio Lotito
- Marco Verratti
- Bono Vox
- Carlo Tavecchio
- Roberto Carlino (imprenditore)
- Francesco De Gregori
- Cristiano Malgioglio
- Diego Armando Maradona
- Terence Hill
- Silvio Berlusconi
- Renzo Arbore

Vengono inoltre proposte parodie come ‘’Peppa Pig’’, ‘’La contessa di Via Asiago’’ (sceneggiati in costume), ‘’Don Matteo’’, ‘’Romanzo Gomorrale’’ (Romanzo criminale e Gomorra), dei velini di ‘’Striscia la notizia’’ e della redazione del quotidiano ‘’Il Fatto Quotidiano’’.